# 천안 만일사 법당
만일사 법당(晩日寺 法堂)은 대한민국 충청남도 천안시 만일사의 법당이다. 1984년 5월 17일 충청남도의 문화재자료 제250호로 지정되었다.
만일사를 세운 연대는 알 수 없으나, 경내에 있는 석탑이나 마애불 등으로 미루어 볼 때 고려시대에 세워진 사찰로 짐작된다. 만일사의 한자 표기도 《동국여지승람》에는 만일사(萬日寺)로 되어 있다.
현재의 건물은 1876년(조선 고종 13년)에 지었던 법당을 1970년에 철거하고 다시 지은 것이다. 법당의 현판은 석가여래를 모시는 대웅전으로 되어 있으나, 충청남도 유형문화재 제120호로 지정된 금동보살입상이 모셔져 있다.
전면 4칸, 측면 2칸의 팔작지붕으로 된 초익공의 건물이다. 기단은 길게 다듬은 돌로 높게 축대를 쌓았고, 사각 모양의 주춧돌에 네모난 기둥을 세웠다.

## 개요
만일사를 세운 정확한 시기는 알 수 없으나 법당 안에 모시고 있는 동제관음보살상에 새긴 글로 보아 고려 목종 5년(1002)에 세운 것으로 추정한다. 지금 있는 법당은 1970년에 새로 지은 것이다.
앞면 4칸·옆면 2칸 규모이며 지붕은 옆면에서 볼 때 여덟 팔(八)자 모양인 팔작지붕이다.
만일사에는 법당 외에도 법당 앞에 있는 만일사 오층석탑(문화재자료 제254호), 법당 뒤 바위에 조각된 만일사 마애불(문화재자료 제255호), 자연동굴 속 암벽에 조각된 만일사 석불좌상(문화재자료 제256호), 법당 안에 있는 만일사 금동불(문화재자료 제258호) 등 많은 문화재가 있다.
1982년에는 법당 앞 마당에서 삼국시대에 제작한 것으로 보이는 금동보살입상을 발견하여 현재 국립중앙박물관에서 보관하고 있다.

## 같이 보기
- 만일사
- 천안 성거산 천성사명 금동보살입상 - 충청남도 유형문화재 제120호

## 참고 문헌
- 《문화유적총람》사찰편, 충청남도, 1990년
- 《충남지역의 문화유적》7집, 백제문화개발연구원, 1993년
- 《천안시지》, 천안시, 1997년
- 《충청남도지정문화재해설집》, 충청남도, 2001년

## 참고 자료
- 천안 만일사 법당 - 국가유산청 국가유산포털